# 太極拳解
太極拳解（たいきょくけんかい）は、中国武術の、伝統拳としての武式太極拳の武禹襄の作と伝わる理論書のひとつ。武禹襄から李経綸（りえきよ）に伝わる。

## 概要
太極拳解　　　武禹襄
　身雖動、心貴静、氣須斂、神宜舒。心為令、氣為旗、神為主師、身為驅使。刻刻留意、方有所得。先在心、後在身。在身、則不知手之舞之、足之蹈之、所謂「一氣呵成」、「捨己從人」、「引進落空」、「四兩撥千斤」也。
　須知、一動無有不動、一静無有不静。視動猶静、視静猶動。内固精神、外示安逸。須要從人、不要由己。從人則活、由己則滯。尚氣者無力、養氣者純剛。
　彼不動、己不動、彼微動、己先動。以己依人、務要知己、乃能隨轉隨接、以己黏人、必須知人、乃能不後不先。
　精神能提得起、則無遲重之虜、黏依能跟得靈、方見落空之妙。往復須分陰陽、進退須有轉合。機由己發、力從人借。發勁須上下相隨、乃能一往無敵、立身須中正不偏、方能八面支撑。静如山岳。動若江河。邁歩如臨淵、運勁如抽絲。蓄勁如張弓、發勁如放箭。
　行氣如九曲珠、無微不到、運勁如百煉鋼、何堅不摧?形如搏兎之鶻、神似捕鼠之貓。曲中求直、蓄而後發。收則是放、連而不断。極柔軟、然後能極堅剛、能黏依、然後能靈活。氣以直養而無害、勁以曲蓄而有餘。漸至物來順應、是亦知止能得矣!
| スタブアイコン | サブスタブ | この項目は、まだ閲覧者の調べものの参照としては役立たない、スポーツに関連した書きかけの項目です。この項目を加筆・訂正などしてくださる協力者を求めています（P:スポーツ/PJ:スポーツ）。 |